# Де Винтер, Ив
Ив Де Винтер (нидерл. Yves De Winter; род. 25 мая 1987, Лир) — бельгийский футболист, вратарь.

## Клубная карьера
Молодёжную карьеру начал в 2001 году в «Вестерло». В 2006 году был переведён в основной состав «Вестерло», где играл до 2011 года. Сезон 2011/12 провёл в нидерландском клубе «Де Графсхап», сыграв за него 28 матчей. В 2012 году перешёл в АЗ из Алкмара. Дебютировал в команде 12 декабря 2013 года в матче Лиги чемпионов УЕФА против греческого ПАОКа, завершившемся вничью — 2:2.
7 июля 2015 года Де Винтер подписал контракт на один сезоном с клубом «Сент-Трюйден». В июле 2016 года перешёл в нидерландскую «Роду». Дебютировал в команде 21 сентябре в матче Кубка Нидерландов против ПСВ.

## Карьера за сборную
С 2006 по 2007 года играл за Молодёжную сборную Бельгии. С 2007 по 2008 года — за сборную Бельгии (до 23 лет). Был включен в состав сборной на Летние Олимпийские игры 2008 в Пекине (Китай).

## Достижения
- Обладатель Кубка Нидерландов: 2012/13